# جامعة يونغنام
جامعة يونغنام هي جامعة بحثية خاصة تقع في جيونغسان، غيونغسانغ الشمالية، كوريا الجنوبية. تأسست أسلاف الجامعة، كلية تايجو وكلية تشونجو، في دايجو في عامي 1947 و1950 على التوالي. في عام 1967، اندمجت الكليتان من قبل الرئيس بارك تشونغ هي لتشكيل جامعة يونغنام. في عام 1972 افتُتِح الحرم الجامعي الرئيسي الجديد للجامعة في جيونج سان شرق دايجو. تضم الجامعة كليتي القانون والطب ومستشفى تعليمي.

## التاريخ

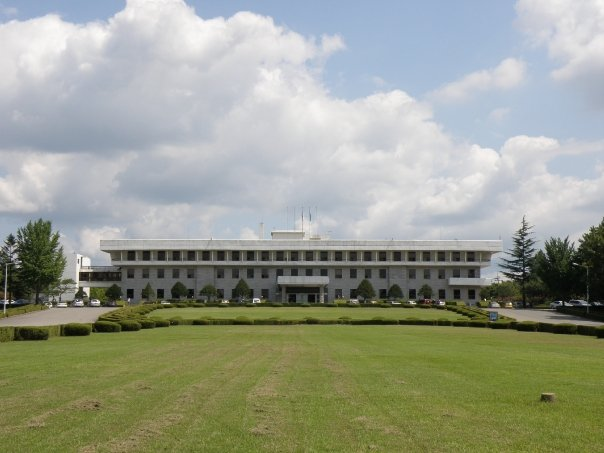
المبنى الأكاديمي الرئيسي لجامعة يونغنام

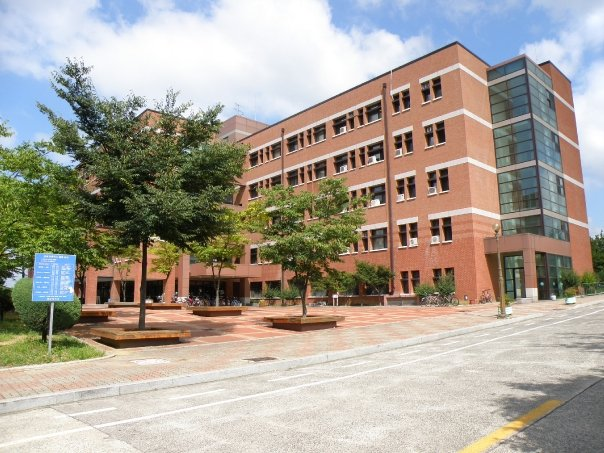

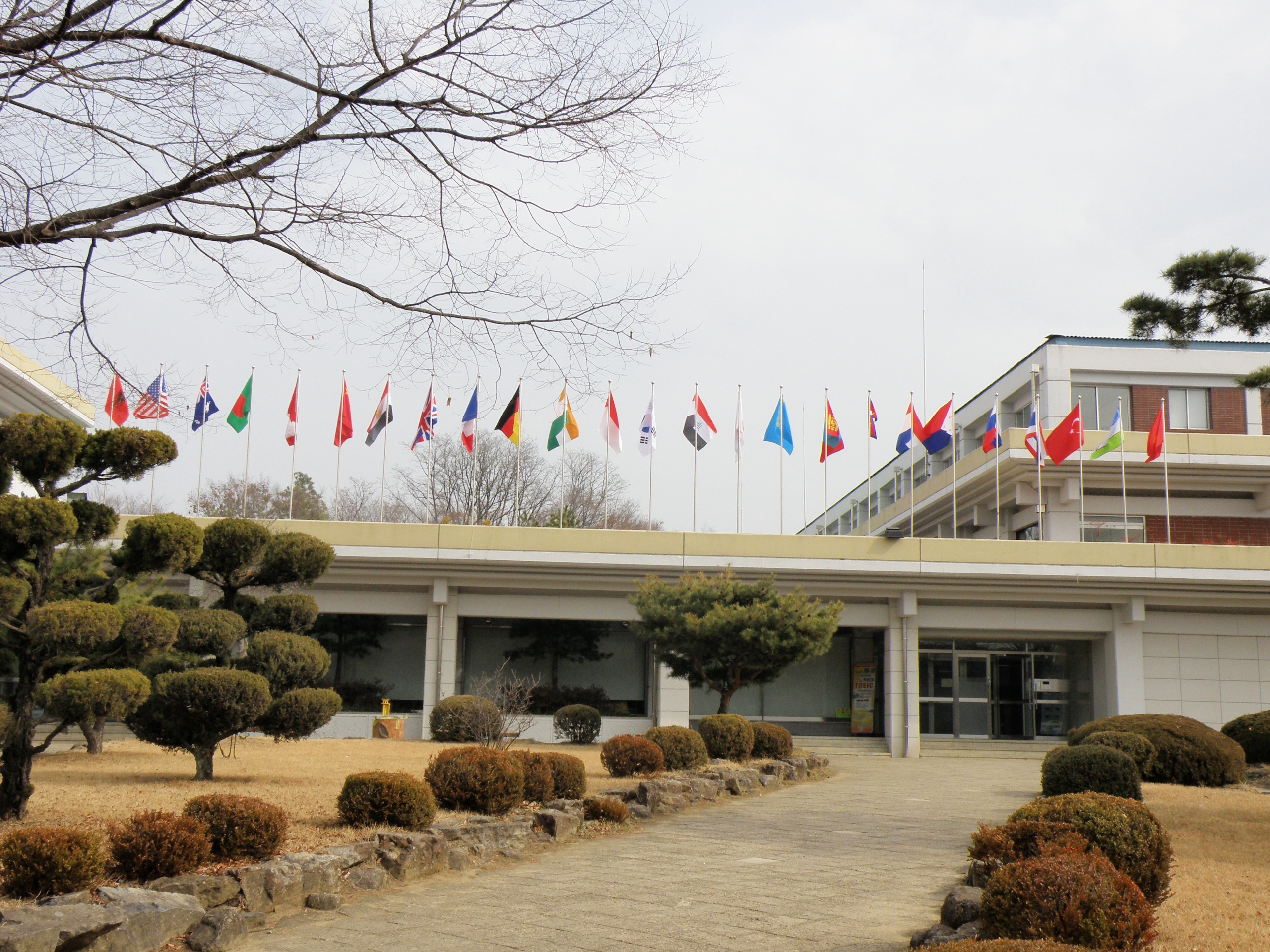
مركز الطلاب الدوليين بجامعة يونغنام

تأسست جامعة يونغنام في 1967 من خلال دمج كلية دايغو وكلية تشونغو التي تأسست في 1947 و1950 على التوالي. كان لي دونغ نيونغ (Lee Dong Nyoung) أول شخص يشغل منصب رئيس مجلس الأمناء. في العام نفسه، وافقت وزارة التعليم على بدء جامعة يونغنام بست كليات: كلية الآداب، كلية الهندسة، كلية القانون والعلوم السياسية، كلية التجارة والاقتصاد، كلية الصيدلة، والبرامج المسائية، مع 35 قسم بكالوريوس و12 قسم دراسات عليا. في عام 1969 بدأت في بناء الحرم الجامعي الرئيسي في جيونغسان.
في أوائل السبعينات من القرن العشرين، أُنشأت كلية الدراسات العليا للإدارة والدراسات العليا في اللغة الكورية وآدابها والقانون والاقتصاد بعد ذلك نُقِلت مكاتب الإدارة الرئيسية وكلية الفنون الليبرالية وكلية القانون والعلوم السياسية وكلية التجارة والاقتصاد من الحرم الجامعي في دايجو. خلال منتصف السبعينات من القرن العشرين، أُنشأَ أيضًا مبنى المكتب الرئيسي المكون من 21 طابقًا والمكتب الرئيسي لهيئة التدريس ومبنى الإدارة الرئيسي. خلال ثمانينات القرن العشرين افتُتِح مستشفى جامعة يونغنام ومعهد اللغات الأجنبية ومتحف الجامعة.
في عام 1996، اعتُمِدت جامعة يونغنام باعتبارها جامعة ممتازة في كليات البكالوريوس والدراسات العليا، وأيضًا باعتبارها «أفضل جامعة» في مجالات الأعمال والتجارة الدولية، من قبل لجنة التعليم الجامعي الكورية. في عام 1997، تم اختيار جامعة يونغنام كـ «برنامج ترعاه الحكومة لتعليم العلوم» في مجال العلوم الأساسية والتعليم المخبري وتم اختيارها لتكون الجامعة المشرفة على (مشروع تكنوبارك النموذجي). بعد عام اختِيرت جامعة يونغنام كجامعة مشرفة في مجال الآلات وكجامعة حاضرة في مجال تكنولوجيا المعلومات لبرنامج تربية الجامعات المحلية في مشروع كوريا برين (Brain Korea) وكذلك الجامعة التي تم اختيارها من قبل وزارة العلوم والتكنولوجيا. مركز المعلومات البحثية للمنسوجات وعلوم الملابس.
في عام 2000، أنشأت جامعة يونغنام قسم الدراسات العليا للتصميم المعماري، واتصالات الوسائط المتعددة، والتكنولوجيا الحيوية، وقسم الدراسات العليا في الهندسة الصينية-الكورية وهندسة النسيج في درجة الدكتوراه. في عام 2001، غيرت الجامعة كلية التجارة والاقتصاد إلى كليات المالية والأعمال مع كلية المالية والاقتصاد وكلية الاقتصاد الدولي والأعمال. في عام 2003، تمت الموافقة على كلية الدراسات العليا للصيدلة السريرية، بدءًا من قسم الدراسات العليا في الصيدلة السريرية. تمت الموافقة على إنشاء كلية الدراسات العليا لعلوم الرياضة بدءاً بقسم الدراسات العليا لعلوم الرياضة.
ينضم العديد من الطلاب من دول مختلفة إلى هذه الجامعة في كل عام للحصول على درجة الماجستير أو الدكتوراه والمضي قدما في أعمالهم البحثية. معظم الطلاب من الصين وأوزبكستان وإندونيسيا وبنغلاديش والهند ونيبال وبلغاريا ومصر وماليزيا وباكستان ومنغوليا وفيتنام وبولندا واليابان وبيرو والسنغال ودول أخرى مختلفة.
تمتلك جامعة يونغنام حاليًا اتفاقية أكاديمية مع العديد من الجامعات حول العالم مثل، جامعة مونتانا، جامعة أولد دومينيون، جامعة ميتشيغان، جامعة ولاية نيويورك في ألباني، جامعة ولاية آيوا بالولايات المتحدة، جامعة ألبرتا الكندية، جامعة هوت-الساس (منذ 1999)، وجامعة نوفوسيبيرسك الحكومية، وجامعة نوفوسيبيرسك التقنية الحكومية في روسيا، وجامعة فوكوي وجامعة شينشو في اليابان والعديد من الجامعات الأخرى في أوزبكستان والصين مثل جامعة نانجينغ وجامعة نانكاي وجامعة لينجنان بهونج كونج.
في عام 2010، تم اختيار جامعة يونغنام كواحدة من أفضل 10 جامعات آسيوية دولية بسبب التغييرات الهائلة في التعليم العالمي في الألفية الجديدة من خلال تقرير مراسل إخباري آسيوي.
في عام 2019، بدأ دليل الوصول المفتوح وببمد سنترال في فهرسة مجلة كلية الطب في جامعة يونغنام (Yeungnam University of Medicine)، وهي مجلة تمت مراجعتها من قِبل الزملاء والوصول المفتوح تنشرها كلية الطب بجامعة يونغنام منذ عام 1984.

## حرم الجامعة
تمتلك جامعة يونغنام حرمين جامعيين، جيونغسان هو الحرم الجامعي الرئيسي والآخر هو الحرم الجامعي دايغو. تقع في مدينة جيونجسان في الجزء الجنوبي الشرقي من شبه الجزيرة الكورية، وهي مجاورة لمدينة دايجو، ثالث أكبر مدينة في كوريا الجنوبية.
تضم جامعة يونغنام 22,000 طالب جامعي و3,500 طالب دراسات عليا و1,000 من أعضاء هيئة التدريس والموظفين ذوي المرافق الممتازة والمؤسسات الأكاديمية. هناك أيضًا 11 منظمة مساعدة، بما في ذلك مركز البرامج الدولية ومعهد اللغات الأجنبية و38 معهدًا للبحث الأكاديمي على 900 أكر (3.6 كـم2) الحرم الجامعي.

## أكاديميون

### الكليات والأقسام
- كلية الآداب

اللغة الكورية وآدابها، اللغة الإنجليزية وآدابها، اللغة الألمانية وآدابها، التاريخ الكوري، الأنثروبولوجيا الثقافية، علم الاجتماع، اللغة اليابانية وآدابها، اللغة الفرنسية وآدابها، الفلسفة، التاريخ، علم النفس، الإعلام والتواصل.
- كلية العلوم

الرياضيات، الفيزياء، الأحياء، الإحصاء، الكيمياء، الكيمياء الحيوية.
- كلية الهندسة

كلية الهندسة الكيميائية، الهندسة المدنية والبيئية، الهندسة الميكانيكية، الهندسة الكهربائية، الهندسة الإلكترونية، علوم وهندسة الكمبيوتر، هندسة الاتصالات، التخطيط الحضري والهندسة، علوم وهندسة المواد.
- كلية القانون

القانون.
- كلية العلوم السياسية والإدارة العامة

العلوم السياسية والدبلوماسية، إدارة التنمية الإقليمية والرفاهية، الإدارة العامة،
- كلية التجارة والاقتصاد

الاقتصاد والتمويل والإدارة والاقتصاد الدولي والأعمال.
- كلية الطب

الدورة الطبية، الطب.
- كلية الصيدلة
- كلية الموارد الطبيعية

إدارة صناعة الأغذية، هندسة المناظر الطبيعية، تكنولوجيا الأغذية وصناعة الخدمات الغذائية، علوم البستنة، موارد الغابات، علم الأحياء الدقيقة التطبيقي.
- كلية علم البيئة البشرية وعلم الحركة

دراسات الأسرة والإسكان، علم الحركة، الغذاء والتغذية.
- كلية التربية

التعليم، تعليم اللغة الإنجليزية، تعليم الرياضيات، التربية البدنية الخاصة، تعليم اللغة الكورية، التعليم القديم الصيني الكوري، تعليم الطفولة المبكرة.
- كلية الموسيقى
- كلية الفنون والتصميم

الفنون والتصميم.
- مدرسة المنسوجات
- مدرسة التكنولوجيا الحيوية
- مدرسة اللغة والثقافة الصينية
- مدرسة العمارة
- كلية الدراسات الأساسية
- دراسة متعددة التخصصات

### برامج البحث
- برنامج كوريا برين Brain Korea (BK21)

يلعب مركز تطوير القوى العاملة البحثية لصناعة الأجزاء الميكانيكية، الذي أطلقته ودعمته وزارة التعليم وتنمية الموارد البشرية كمرحلة ثانية من كوريا برين 21 (BK21)، دورًا مهمًا في التخصص وتعزيز القدرات البحثية الإقليمية كليات الدراسات العليا، وبالتالي تحاول تطوير مجموعات موظفي البحث والتطوير الإقليمية في الصناعة المحلية. تم اختيار كلية العرض والهندسة الكيميائية (DsChE) وقسم هندسة المعلومات والاتصالات في جامعة يونغنام كواحد من برامج المرحلة الثانية كوريا برين 21 في مجالات الهندسة الكيميائية والاتصالات السلكية واللاسلكية على التوالي، والتي كان من المفترض أن تثقيف طلاب الدراسات العليا لتوفير موارد البحث الإبداعي لصناعات تكنولوجيا المعلومات الإقليمية. ستنتقل كلية العرض والهندسة الكيميائية أيضًا إلى برنامجها عن قصد لبناء نموذج أولي لنظام التعاون بين الصناعة والجامعة من خلال قياس جامعة كيوشو في اليابان. نظرًا لاختيار برنامج الهندسة الكيميائية للبرنامج الإقليمي كوريا برين 21 في منطقة دايغو/جيونجبوك في عام 2006، أصبحت كلية العرض والهندسة الكيميائية هو قسم الهندسة الكيميائية الوحيد الذي ينفذ برنامج أبيك (ABEEK) وبرنامج نوري (NURI) وبرنامج كوريا برين 21 في الدولة في وقت واحد، ومن أجل يتلقى هذا العدد الكبير من الطلاب الأجانب من مختلف البلدان مثل بنغلاديش والصين والهند وماليزيا وإندونيسيا وفيتنام منحة دراسية وينضمون إلى المختبر مثل مختبر بي إس دي سي (PSDC) في الهندسة الكيميائية ومختبر وينلاب (WINLAB) في قسم هندسة المعلومات والاتصالات لمتابعة أبحاثهم ودراساتهم العليا.
- برنامج نوري

الغرض الرئيسي من برنامج الجامعة الجديدة للابتكار الإقليمي أو برنامج نوري (NURI) أو (New University) للابتكار الإقليمي هو تدريب المتخصصين في التكنولوجيا المدمجة لقيادة عصر شامل والمساهمة في الاقتصاد الإقليمي الذي يجمع بين القدرة العملية والقدرة التنافسية الدولية. تتلقى كلية علوم وهندسة المواد بجامعة يونغنام 1.3 مليون دولار سنويًا لتحسين جودة بيئة التدريس والتعلم للطلاب الجامعيين لتوفير مهندسي المواد لصناعات المواد والأجهزة الإقليمية في إطار مبادرة الموارد البشرية للمواد والأجهزة المتقدمة (AHRIAMD) التي تدعمها وزارة التعليم وتنمية الموارد البشرية من خلال برنامج الجامعة الجديدة للابتكار الإقليمي (نوري). تم اختيار كلية العرض والهندسة الكيميائية (DsChE) في جامعة يونغنام كواحدة من المؤسسات المشاركة في برنامج نوري (الجامعة الجديدة للابتكار الإقليمي) برعاية إستراتيجية من قبل وزارة التعليم والموارد البشرية الكورية. تهدف كلية العرض والهندسة الكيميائية إلى تثقيف وزراعة المهندسين الكيميائيين المناسبين بشكل خاص لصناعة العرض الإقليمية. تحولت مهمة المدرسة من التعليم التقليدي الموجه نحو صناعة البتروكيماويات إلى العرض الجديد والتعليم الموجه نحو صناعة تكنولوجيا المعلومات، لتحقيق الأهداف المحددة لبرنامج نوري.
- مركز كتلة أبحاث البوليمر جل

مركز مجموعة أبحاث البوليمر جل في جامعة يونغنام (PGRC) هو مشروع يجري تنفيذه لمدة تسع سنوات لإنشاء مجموعة جديدة للبحث والتطوير من أجل الاندماج، ونوع هلام البوليمر العضوي عالي التقنية في كيونغ سانغ بوك، كواحد من "مشاريع مجموعة البحث والتطوير المحلية بدعم من وزارة التجارة والصناعة والطاقة.
- ريك

بدأ مركز الابتكار الإقليمي ريك (RIC) لوسائل الإعلام اللاسلكية جزءًا من تقنية أنظمة الوسائط المتعددة اللاسلكية. أنشأ ريك أنظمة تعاونية بين معهد أبحاث جامعة الصناعة لتقديم الدعم للمؤسسة التقنية والابتكار التقني لمجموعة صناعة تقنية المعلومات في دايغو-جيونجبوك. توفر القاعدة الإقليمية القوية فرصًا للأفكار والمنتجات للانطلاق خارج المنطقة.

### معاهد البحوث

جيونجبوك تكنوبارك في حرم جامعة يونغنام

معهد العلوم الإنسانية، معهد التكنولوجيا الصناعية، معهد تنمية الموارد، المعهد الوطني لبحوث التوحيد، معهد البحوث البيئية، مركز أبحاث العلوم الطبية، معهد علوم الرياضة، معهد الدراسات القانونية، معهد التكنولوجيا الحيوية، معهد الفنون والتصميم، ريادة الأعمال مركز الإدارة، معهد أبحاث الثوم، معهد أبحاث الوقاية من الكوارث، معهد الإحصاء، معهد الهندسة الطبية، معهد أبحاث الضوئيات وعلوم النانو، مركز الإرشاد والبحث في اللغة الكورية، معهد أبحاث الابتكار الإقليمي، معهد البحوث الإقليمي للألياف والأزياء المواد، معهد العلوم الطبيعية، معهد العلوم الاجتماعية، معهد الثقافة الكورية، يونغنام الإقليمية معهد التنمية، معهد الإدارة والاقتصاد البحوث، معهد علم الشيخوخة، معهد المخدرات البحوث، معهد معلومات والاتصالات، معهد فول الصويا فر التوجيه وبحوث الغذاء، معهد أبحاث التعليم المدرسي، معهد أبحاث هانوو، معهد أبحاث الهندسة الميكانيكية والتكنولوجيا، معهد أبحاث البيئة البشرية، معهد تكنولوجيا المواد، معهد التكنولوجيا النظيفة، مركز البحوث الصيني، معهد التنمية الريفية، معهد دوكدو، معهد أبحاث الهندسة المعمارية، معهد التعاون الإنمائي الدولي، ورئيس معهد أبحاث بارك تشونج هي سايمول.

### المكتبة

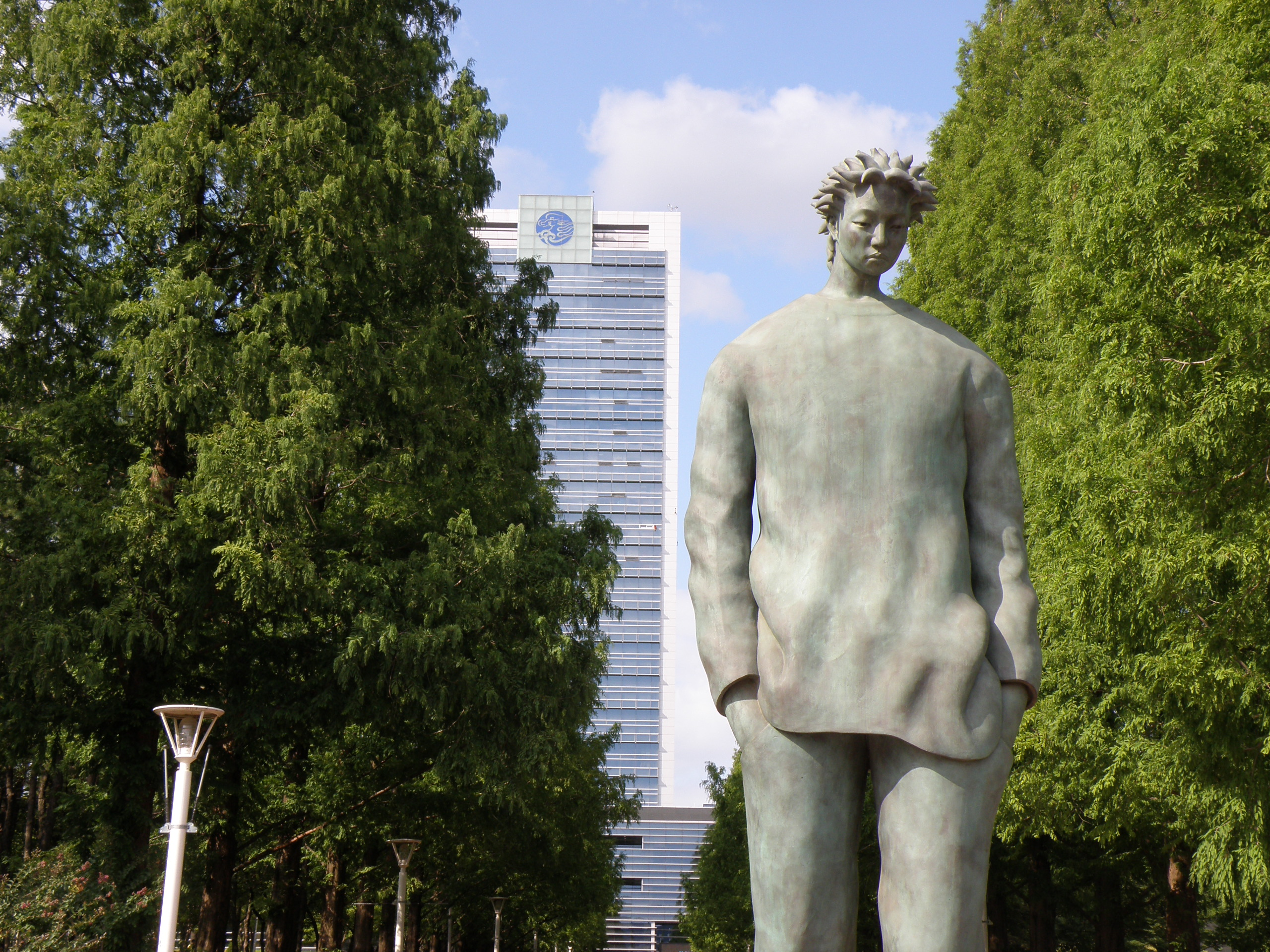
مكتبة جامعة يونغنام المركزية

تأسست مكتبة جامعة يونغنام في الأصل في الحرم الجامعي في دايجو في عام 1967 من خلال دمج مكتبتي الكلية في دايجو وتشونجو اللتين تأسّستا في عام 1947 و1950 على التوالي. انتقلت مكتبة الجامعة الحالية إلى الحرم الجامعي الرئيسي في جيونغسان في عام 1974. تتكون المكتبة حاليًا من مكتبة رئيسية وفرعين. تحتوي مكتبة الجامعة المركزية على مجموعة ضخمة ومتنوعة من الكتب والمجلات والصحف الدولية والدوريات. مكتبة الجامعة المركزية هي أطول مبنى في الحرم الجامعي كمعلم للجامعة. تحتوي المكتبة الرئيسية المكونة من 21 طابقًا على خمس غرف قراءة حسب المجالات الشخصية، ومختبر كمبيوتر ووسائط متعددة، وغرفتي قراءة عامتين، و4 غرف دراسة جماعية، و24 كاريلز. يحتوي فرع مكتبة العلوم على غرفة قراءة للعلوم والتكنولوجيا البحتة، وغرفة للدوريات، ومختبر للحاسوب والوسائط المتعددة، وأربع غرف قراءة عامة. عدد مقاعد المكتبة العلمية 2,077. يحتوي الحرم الجامعي في دايجو على فرع مكتبة طبية به 224 مقعدًا. اعتبارا من شهر فبراير عام 2007، حاصل مكتبة الجامعة أكثر من 1478491 الكتب بما فيها المربوطة، وتحتوي المكتبة على 2,830 عنوانًا لدوريات محلية وأجنبية جنبا إلى جنب مع 24048 عنوان مجلة. كما أنه يخزن مجموعات شخصية تبرع بها 28 جامعًا خاصًا. الكتب مصنفة حسب الطبعة الثالثة من التصنيف الكوري العشري.

### القبول

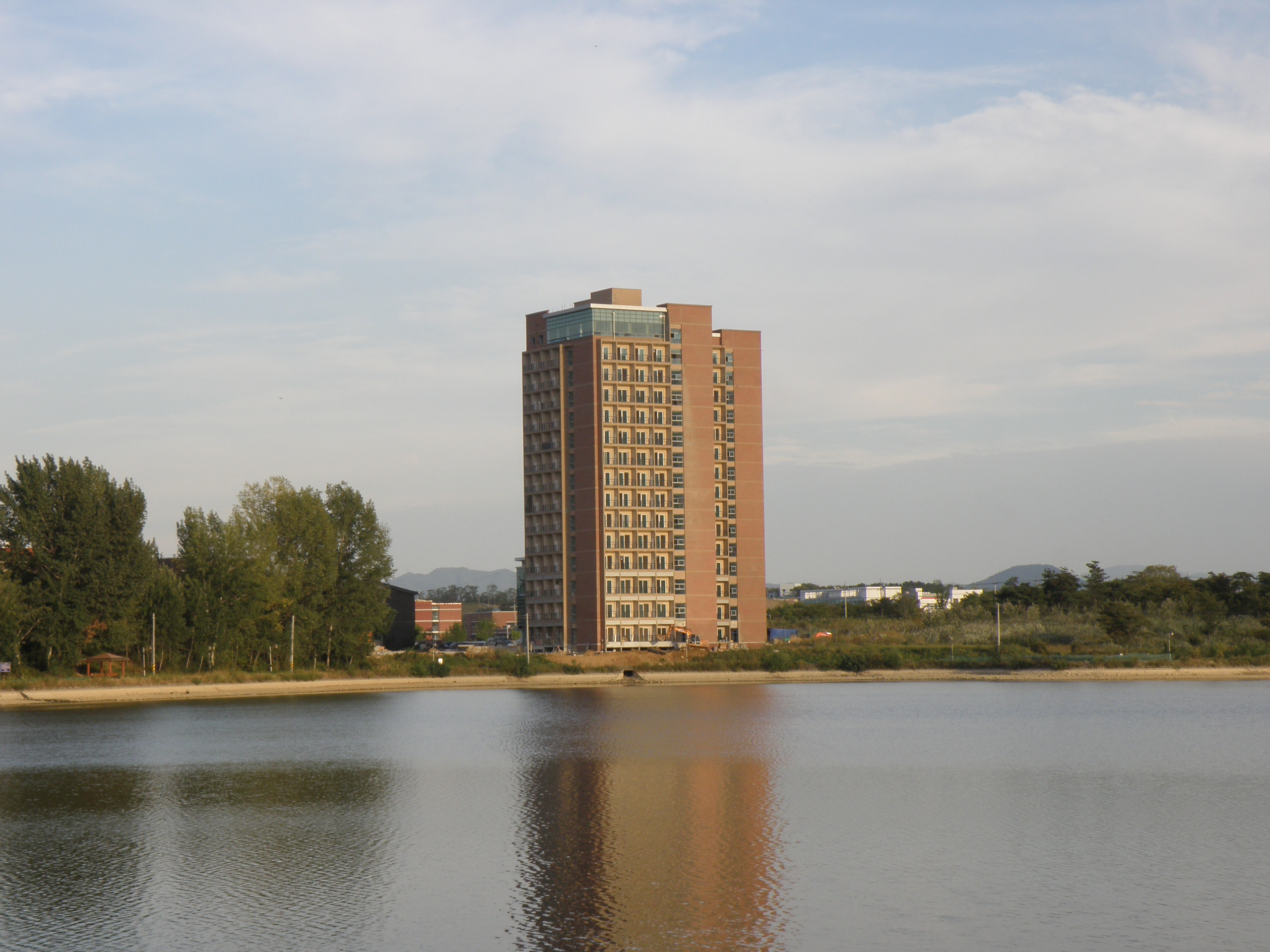
عنبر جامعة يونغنام

يتم قبول الطلاب الجدد في برامج البكالوريوس مرة واحدة في السنة. يعتبر الطلاب الذين تخرجوا من المدارس الثانوية المعتمدة أو الذين اجتازوا امتحان تأهيل التخرج من المدرسة الثانوية الذي تديره وزارة التربية والتعليم أو الطلاب الذين أكملوا ما لا يقل عن اثني عشر عامًا من التعليم الرسمي في البلدان الأجنبية مؤهلين لتلك المذكورة أعلاه بموجب قانون التعليم ذات الصلة. يتم تشجيع المتقدمين الدوليين الذين أكملوا أو سيكملوا درجة البكالوريوس من الكليات النظامية قبل القبول ولديهم سجل يشير إلى إمكانات جيدة للدراسة والبحث المتقدمين في أحد التخصصات في جامعة يونغنام على التقدم للقبول في الدراسات العليا.

### البرامج الدولية
المسؤوليات الرئيسية لمركز البرامج الدولية هي:
- تطوير وإدارة برامج التبادل مع المؤسسات الأجنبية؛ برامج تبادل الطلاب، برامج تبادل أعضاء هيئة التدريس.
- تنظيم ندوات مشتركة أو ندوات دولية أو محاضرات خاصة أو أحداث دولية أخرى لتعزيز جودة التعليم الدولي.
- تقديم الدعم الإداري لأعضاء هيئة التدريس وطلاب جامعة يونغنام والمؤسسات الأجنبية.
- تقديم المشورة بشأن التأشيرات والدراسة في الخارج وبرنامج الإحالة الجامعية ونشر الشهادات باللغة الإنجليزية.[9]

## الحياة الطلابية

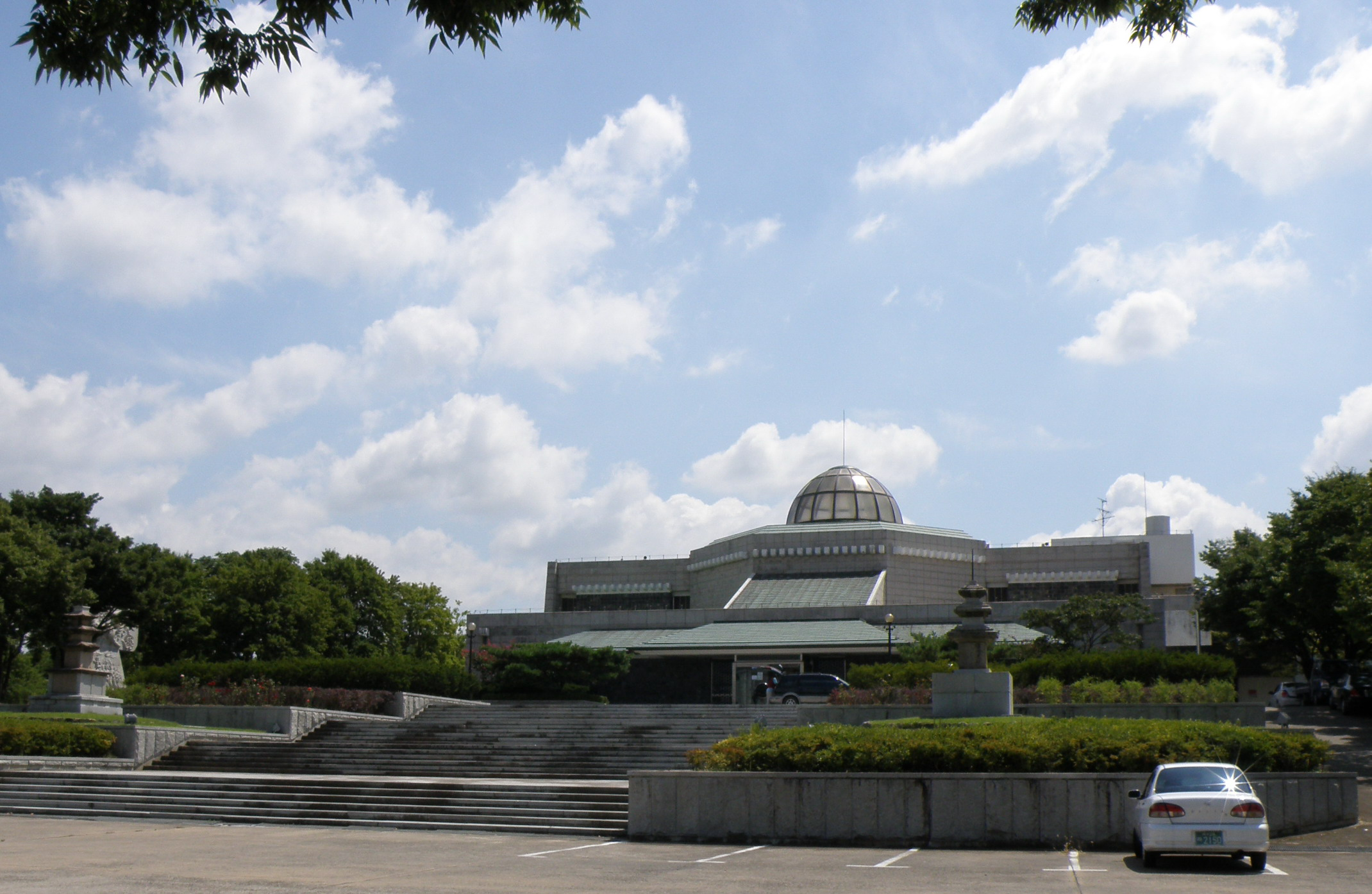
متحف جامعة يونغنام

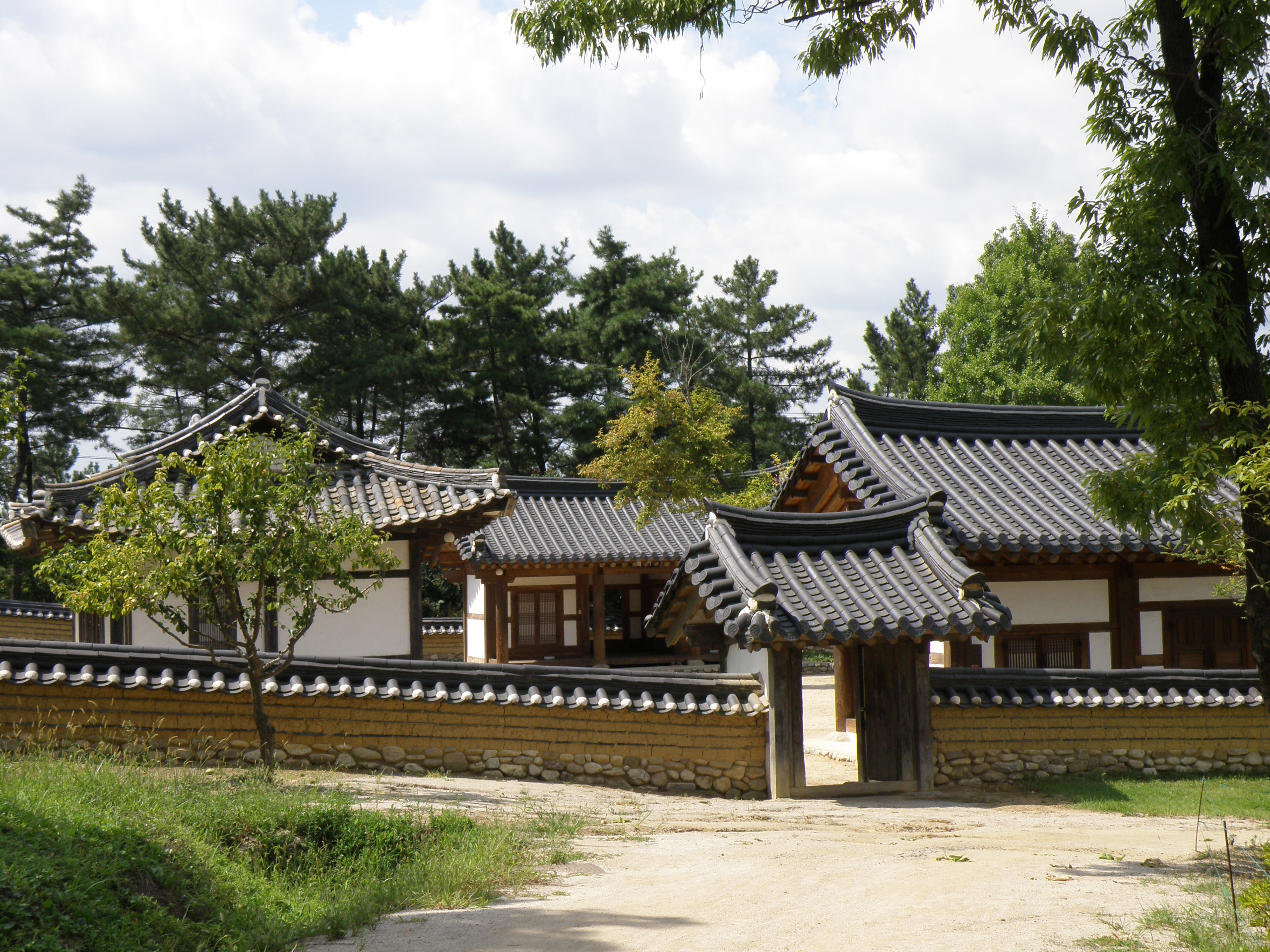
فلكلور جامعة يونغنام

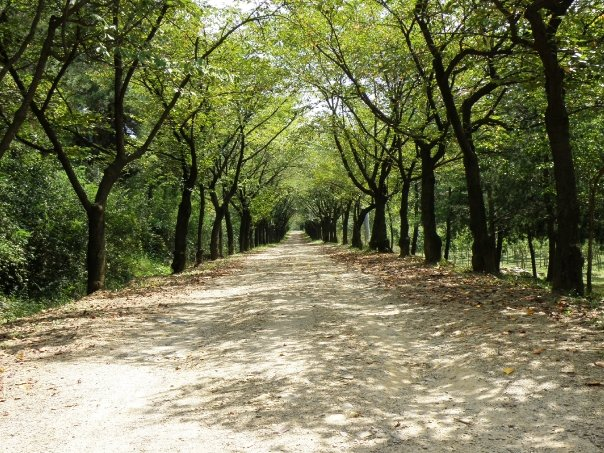
طريق الحب في حرم جامعة يونغنام

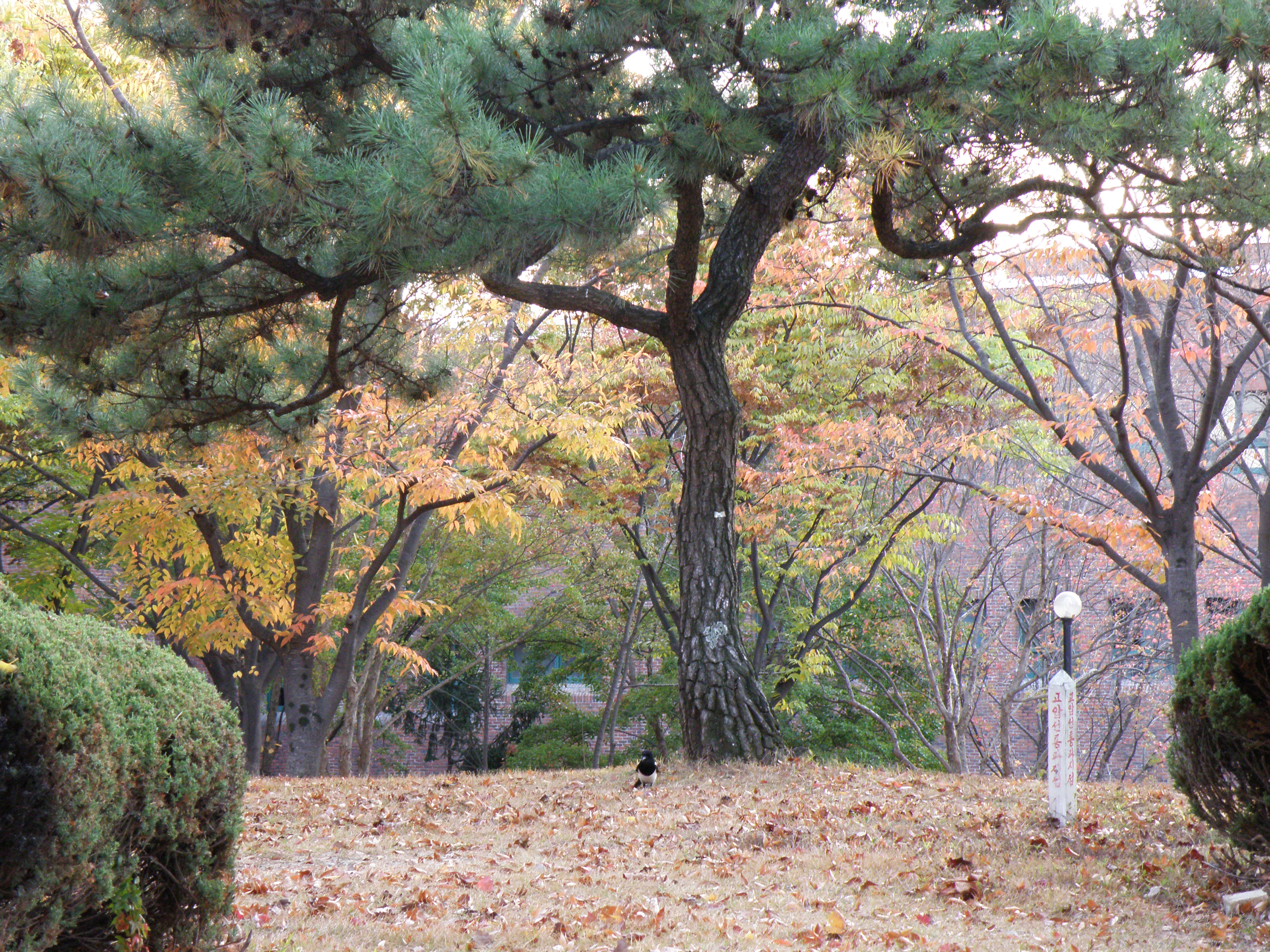
حرم جامعة يونغنام في أواخر الخريف

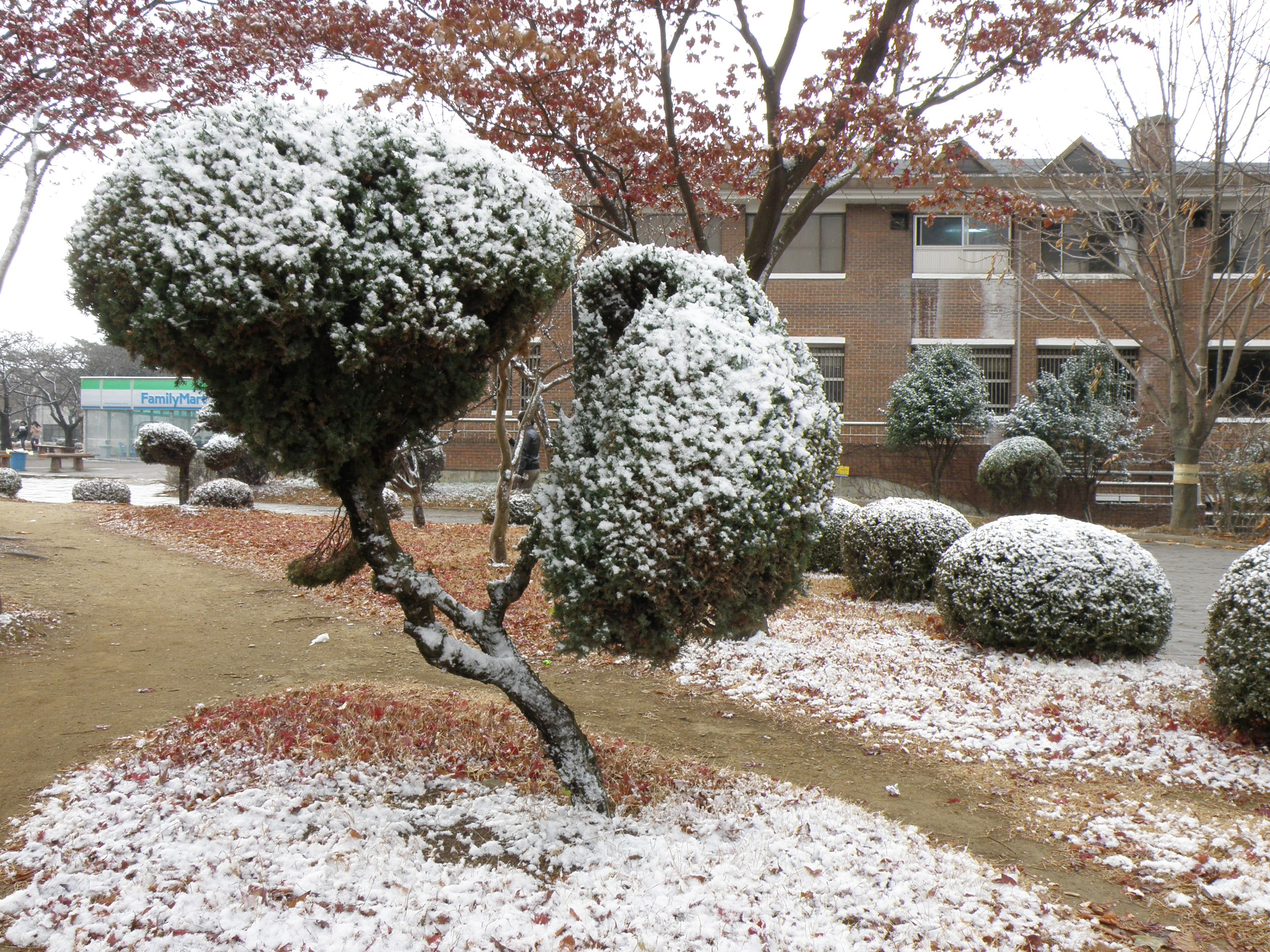
حرم جامعة يونغنام في الشتاء

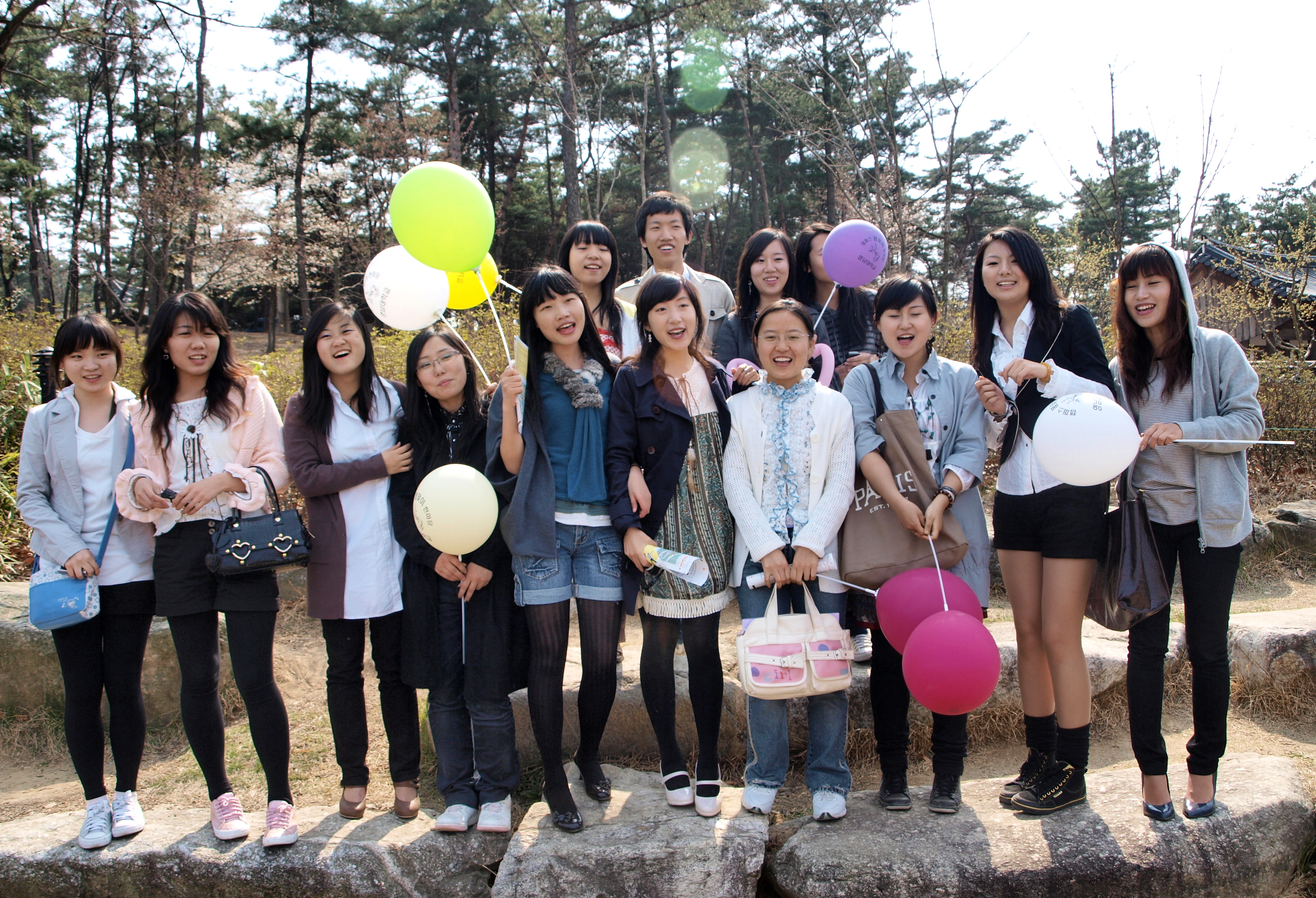
الطلاب يغنون أغانيهم الشعبية في أحد المهرجانات

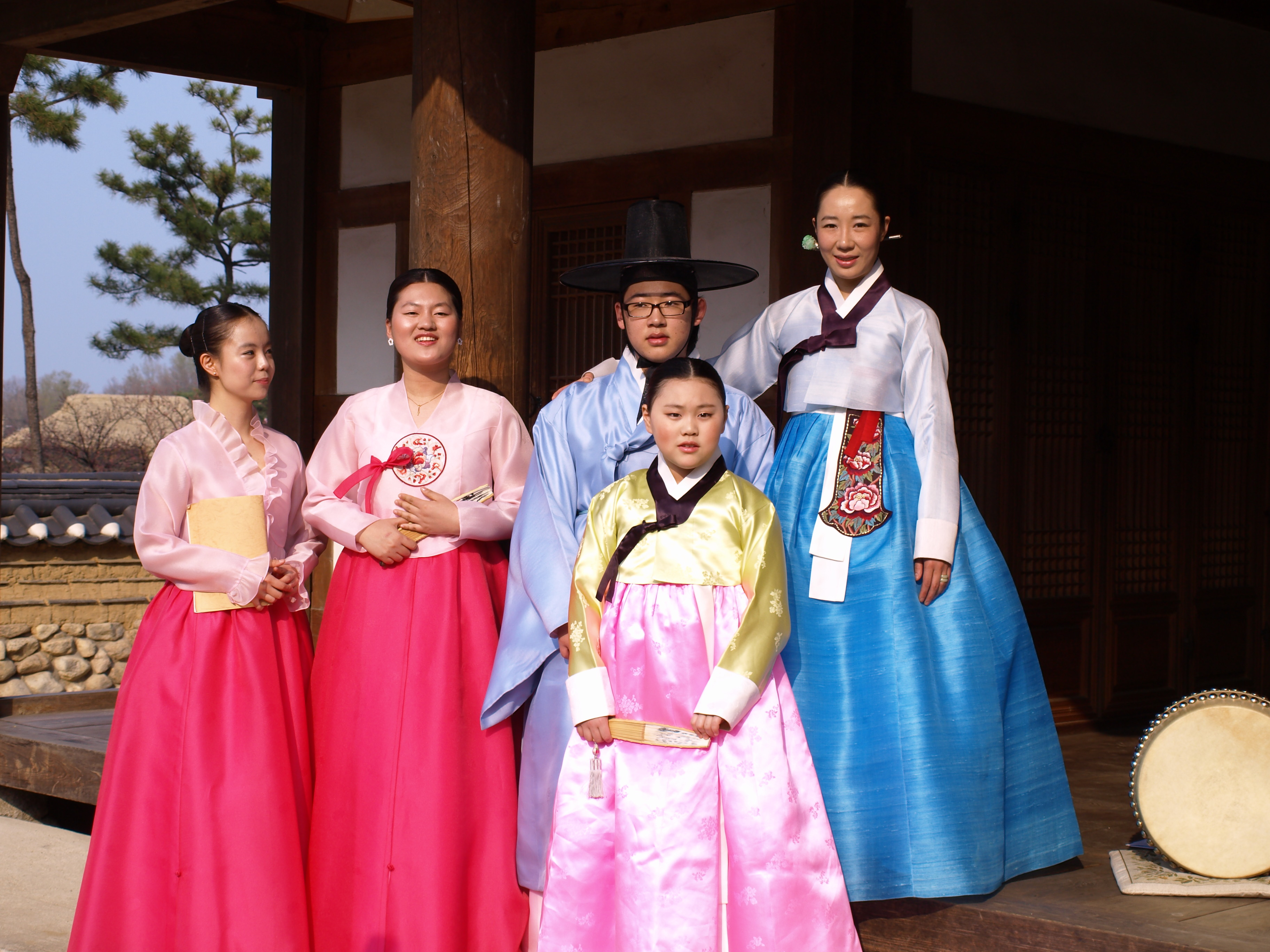
يقوم الطلاب بأداء عروضهم في مهرجان تشونما بزيهم التقليدي

### الخدمات
- مركز الحاسوب والمكتبة

توفر الجامعة مرافق للطلاب. مكتبة الجامعة مجهزة بالكتب والمجلات والدوريات المحلية والأجنبية. يدعم معهد نظم المعلومات والحوسبة الأنشطة الأكاديمية والإدارية من خلال توفير أحدث تقنيات المعلومات مثل التركيبات الجماعية الفعالة وشبكة جيجابت والخوادم عالية السعة والبيئة المتنقلة للصوت والبيانات اللاسلكية مجال الاتصالات. يلعب دورًا رئيسيًا في التخطيط للشبكات المتقدمة والاتصالات السلكية واللاسلكية وأنظمة الحوسبة لبناء حرم جامعي ذكي مستقبلي يسمى (i-campus). توفر الجامعة أيضًا خدمة الإنترنت عالي السرعة والواي فاي في منطقة الحرم الجامعي.
- المهاجع

افتتحت الجامعة صالات سكن مشتركة في مايو 1973 لمن يحتاجون إلى سكن داخل الحرم الجامعي. هذه المرافق مفتوحة للطلاب الجامعيين (بشكل رئيسي) وطلاب الدراسات العليا. في الوقت الحاضر ست قاعات سكنية، بما في ذلك قاعة واحدة من نوع شقة سكنية، تستوعب 1200 طالب. قاعة طعام على الطراز الحديث يمكن أن يأكل فيها أكثر من 500 شخص في وقت واحد، وغرفة فيديو مع تلفزيون بشاشة كبيرة ومشغل فيديو، وغرف دراسة، ومختبرات كمبيوتر، وغرف استراحة، وطاولات تنس الطاولة، ومتاجر الوجبات الخفيفة وغرف التمارين الرياضية. مرافق من بين أمور أخرى المقدمة لسكان المهجع.
- مركز الخدمات الصحية

تأسس مركز الخدمات الصحية بجامعة يونغنام في ديسمبر عام 1967 لتقديم الرعاية الصحية لطلاب الجامعة ولأعضاء هيئة التدريس وكذلك للموظفين الإداريين. يقدم المركز الفحص البدني السنوي للطلاب، والإصحاح البيئي في الحرم الجامعي، والتلقيح الوقائي إذا لزم الأمر. كما يتولى الإرشاد الصحي للطلاب وأعضاء الجامعة.
- مركز البرامج الدولية

دُمِجَ معهدُ اللغات الأجنبية السابق ومكتب الشؤون الدولية السابق منذ مارس 2002. سُمّيت المنظمة المدمجة الجديدة باسم (مركز البرامج الدولية)، وتضم فريقين أحدهما (التعليم الدولي) والآخر (التعاون الدولي).
تتمثل الوظائف الرئيسية لفريق التعليم الدولي في تقديم دروس اللغة الأجنبية مثل الإنجليزية والصينية واليابانية وما إلى ذلك، بالإضافة إلى برنامج اللغة الكورية.
- متحف وفولكلور الجامعة

تأسس متحف الجامعة في مايو 1968 في حرم دايجو مع مجموعات من معهد ثقافة شيلا - جايا. يقوم متحف الجامعة بمسح وجمع وتثقيف وحفظ المجالات الأثرية والأنثروبولوجية. تشكل العروض التي تم ترتيبها داخل المتحف جزءًا كبيرًا من نتائج التنقيب والبحث في كل من ثقافة شيلا وجايا. بالإضافة إلى ذلك، بذل المتحف جهودًا كبيرة لتكوين مجموعات مهمة بما في ذلك الخرائط القديمة والوثائق واللوحات والخط. يخزن أكثر من 13000 عنصر مهم تاريخيًا. من بينها مجموعة الخرائط القديمة التي تُعد أغنى مجموعة في المتحف الكوري. متحف الجامعة ليس للطلاب فقط ولكنه مفتوح أيضًا للجمهور. لتعظيم وظيفته، بدأ المتحف برامج تعليمية عامة من الأطفال إلى كبار السن. أصبح المتحف ببرامجه المتنوعة نواة ثقافية للمجتمع.
كما يوجد في متحف الجامعة حديقة فولكلورية. الحديقة الفولكلورية التي تغطي مساحة 70000 متر مربع هي مكان مشهور وفريد من نوعه في الجامعات الكورية. تتكون الحديقة الفولكلورية بجامعة يونغنام من 6 منازل تقليدية تقع على الجانب الشرقي لبحيرة المرآة وبالقرب من منتزه أزهار الكرز (ما يسمى بطريق الحب) على التل. تتكون حديقة الفولكلور من 7 مبانٍ تقليدية داخل المنتزه كأمثلة على منزل تقليدي ذي سقف قرميدي، ومنزل تقليدي للطبقة الوسطى، ومدرسة خاصة في فترة جوسون وجناح كان يستخدم كمنزل لعلماء الطبقة العليا. غالبًا ما تستخدم هذه المباني كقاعات محاضرات لطلاب الجامعة وبرنامج المدرسة الصيفية للأطفال الذي يديره المتحف.

### خدمات الطالب
- EASY - نظام التعليم والإدارة لجامعة يونغنام
- الصحة والرعاية
- مركز خدمة الشباك الواحد
- اتحاد الطلاب
- برنامج تدريب ضباط الاحتياط (ROTC)
- المساعدة المالية

### الأنشطة الطلابية
- يوم التأسيس ومهرجان تشونما

يقام مهرجان تشونما (Chunma) تخليدا لذكرى يوم التأسيس لجامعة يونغنام في منتصف شهر مايو.
- الموقع الرسمي لجامعة يونغنام
- مختبر PSDC في جامعة يونغنام

ساي ميني باجا كوريا (SAE Mini Baja KOREA) هو حدث يهدف إلى خلق فرصة لطلاب الجامعات لتطبيق معرفتهم الهندسية في الفصول الدراسية لتصميم وإنتاج السيارات. في عام 1996، بدأت مدرسة الهندسة الميكانيكية هذه المسابقة التي أطلق عليها «المسابقة الوطنية للسيارات التي قام بها طلاب الكلية» والتي تقام سنويًا لإلهام رغبة طلاب الجامعات في الإبداع؛ للسماح لهم بإنتاج سيارة بناءً على اللوائح المنصوص عليها؛ وجعلهم يتعلمون قبول النتائج بعد بذل قصارى جهدهم في المنافسة.
- الأنشطة التي يديرها الطلاب

يتم دعم الأنشطة الطلابية في العديد من المجالات والترويج لها في جامعتي. هناك العديد من المنظمات الطلابية ذاتية الحكم مثل مجلس الطلاب العام والمنظمات الطلابية الأخرى. يحاول مجلس الطلاب العام، الذي يمثل جميع طلاب جامعتي البالغ عددهم 20 ألف طالب، تعزيز ودعم الأنشطة الأكاديمية والثقافية للطلاب للحصول على تنمية شخصية أثناء وجودهم في الكلية. يمكن أن تساعدهم هذه الأنشطة على إعداد المساهمة في مجتمعنا في المستقبل.
- جريدة الجامعة

نُشرت جريدة يونغداي شينمون (Yeungdae Shinmun) (جريدة الحرم الجامعي العامية) لأول مرة في يناير 1968، بدمج صحيفتي كليتي دايغو وتشونغو اللتين تم نشرهما لأول مرة في يونيو وديسمبر، على التوالي، في عام 1954. تُنشر جريدة الحرم الجامعي حاليًا أسبوعيًا خلال الفصل الدراسي، وتنقل أخبار الجامعة، ومعلومات عن التطورات الجديدة في التعلم هنا وفي الخارج، ومقالات علمية، وكتابات إبداعية لأعضاء هيئة التدريس والطلاب.
نشرت صحيفة يونغنام أوبسيرفر (Yeungnam Observer) شهريًا صحيفة تابلويد إنجليزية من أربع صفحات منذ عام 1969. ثم غيرت شكلها من صحيفة شعبية إلى مجلة منذ عام 1994. كانت تسمى في الأصل يونغنام كرونيكل، ولكن في عام 1982 تم تغيير اسمها إلى (The Yeungnam Observer). يتم تحرير الأوراق، باللغتين الكورية والإنجليزية، من قبل الطلاب تحت إشراف أعضاء هيئة التدريس.
- نظام البث الجامعي

مثل العديد من الجامعات الكبيرة الأخرى، تمتلك جامعة يونغنام محطة بث إذاعي خاصة بها. تأسس نظام البث الجامعي (UBS) في عام 1965 وقدم الموسيقى والأخبار وغيرها من الميزات المتعلقة بالشؤون الأكاديمية، داخل وخارج الحرم الجامعي.

### جمعية الخريجين
تأسّست رابطة خريجي جامعة يونغنام في 16 فبراير 1969. يوجد حاليًا أكثر من 27 مكتبًا فرعيًا في جميع أنحاء البلاد، بما في ذلك سيول، بوسان، ماسان، تشانغوون، جيونج سان، وجزيرة جيجو؛ وبعض الفروع في تربة أجنبية تضع قائمة بمدينة نيويورك وشيكاغو وواشنطن العاصمة وأتلانتا (الولايات المتحدة الأمريكية) وفانكوفر وتورنتو (كندا) وإندونيسيا وإنجلترا. يمكن فهرسة الرابطة حتى وفقًا لكليات الخريجين وتخصصاتهم وأماكن عملهم. تم شراء قاعة مكتب الرابطة في عام 1972 في دايجو، والتي كانت الأولى من بين جميع جمعيات خريجي الجامعات في كوريا الجنوبية التي تُستخدم فقط لغرض خدمات الخريجين. قامت الرابطة ببناء قاعة مكتب جديدة في دايغو، في فبراير 1995، بحجم مبنى مكون من 5 طوابق بما في ذلك الطابق السفلي. في سبتمبر 1996، أصبحت تمتلك ملحقًا من 4 طوابق مع الطابق السفلي الذي جعل مكتب الرابطة يمتلك العقارات أكبر من أي جمعية خريجين أخرى في كوريا الجنوبية.

#### خريجون متميزون
- كيم كوانغ يونغ، حاكم شمال كيونغ سانغ
- لي هي-جون، ممثل
- بارك سو جين، مغني (يوم البنات)
- سونغ ميونغ سون، جنرال في جيش جمهورية كوريا
- يانغ جون هيوك، لاعب بيسبول محترف
- شين تاي يونغ، مدرب ومدير منتخب إندونيسيا لكرة القدم

## روابط خارجية
- الموقع الرسمي لجامعة يونغنام
- مختبر PSDC في جامعة يونغنام